# デイル (DD-353)
デイル (USS Dale, DD-353) は、アメリカ海軍の駆逐艦。ファラガット級駆逐艦の1隻。艦名はリチャード・デイル代将に因む。その名を持つ艦としては4隻目。

## 艦歴
「デイル」は1934年2月10日にブルックリン海軍工廠で起工する。1935年1月23日にE. C. デイルによって命名、進水し、1935年6月17日に艦長W. A. コーン中佐の指揮下で就役した。
就役後は1936年2月13日から3月6日まで南方への巡航を行い、ノーフォーク、フロリダ州ドライ・トートガス、テキサス州ガルベストンを訪問、大統領フランクリン・ルーズベルトのバハマ巡航の護衛任務に従事、続いて西海岸に向かった。その後は艦隊演習に参加、ペルーのカヤオへの親善訪問、サンディエゴでの砲術訓練任務を行い、ハワイ、アラスカ、カリブ海へ演習のため巡航した。
1939年10月5日、「デイル」はサンディエゴを出航しハワイ分艦隊に合流、訓練および哨戒に従事する。1941年12月7日の日本軍による真珠湾攻撃時は真珠湾に係留されていた。当直士官は直ちに艦を出航させ、湾の入り口で哨戒を行った。「デイル」は敵機に対して砲撃を行い、少なくとも1機を撃破した。
1941年12月14日から1942年3月17日まで、デイルは空母「レキシントン (USS Lexington, CV-2) 」と「ヨークタウン (USS Yorktown, CV-5) の護衛任務に従事した。両艦は3月10日にニューギニアのサラマウア、ラエに攻撃を行った。「デイル」は真珠湾に戻ると護衛任務および訓練に従事し、5月11日にオーバーホールのためメア・アイランドに向かった。6月5日にサンフランシスコを出航し、任務部隊に復帰すると7月6日から8月17日まで活動した。その後ガダルカナル島侵攻に備えたビティレブ島、フィジー、エファテ島、エスピリトゥサント島、ニューヘブリディーズ諸島間での船団護衛任務に就く。8月18日から9月21日まで友軍のガダルカナル島上陸を支援し、増援部隊を乗せた船団の護衛を行った。その後は真珠湾で護衛および訓練任務に11月10日まで従事した。「デイル」は真珠湾に入港する戦艦「ワシントン (USS Washington, BB-56) および「サウスダコタ (USS South Dakota, BB-57) 」を護衛し、続いてサンフランシスコまで「サウスダコタ」の護衛を継続した。
1943年1月9日、「デイル」はサンフランシスコを出航しアリューシャン海域での任務に向かった。1月23日から3月19日までアムチトカ島の占領作戦を支援し、哨戒および日本軍の攻撃からの防御を担当した。3月22日に部隊はアッツ島西部を哨戒し、アッツ島またはキスカ島に向かう敵船団を迎え撃った。4日後に部隊はアッツ島への援軍を護衛する日本軍の大部隊と遭遇した。アッツ島沖海戦でデイルは損傷した重巡洋艦「ソルトレイクシティ (USS Salt Lake City, CA-25) の護衛を担当した。日本軍の増援部隊はアッツ島に達することはなかった。5月11日にはアッツ島に向かう船団の護衛および艦砲射撃を担当し、続いて8月1日までアッツ島沖の哨戒を行う。8月2日にはキスカ島への砲撃部隊に加わり、8月13日の上陸時には船団の護衛を担当した。「デイル」は高速輸送艦「ケイン (USS Kane, APD-18) 」と合流し、ラット諸島およびブルディア島の偵察を行ったが日本軍の存在は確認できなかった。
9月5日にアダック島を出航した「デイル」は、9月16日に真珠湾に到着し、10月8日にウェーク島へ2日間の空襲を行い給油を受ける空母部隊を護衛した。その後は真珠湾で11月5日まで訓練を行う。11月20日にはマキン島へ上陸する上陸用舟艇部隊を護衛し、続いて西海岸へ向けて出航した。
「デイル」は1944年1月13日にサンディエゴを出航、クェゼリン環礁とエニウェトク環礁に攻撃を行う空母部隊の護衛を担当した。続いてマーシャル諸島での護衛および哨戒任務に3月22日まで従事し、4月21日から24日にかけて行われるホーランジア攻撃の支援として、3月30日と4月1日にはパラオ、ヤップ島、ウルシー環礁、ウォレアイ環礁への攻撃を行う第58任務部隊を護衛し、4月20日から5月1日まではトラック島、サタワン環礁、ポナペ島への攻撃を行った。
6月6日から7月30日まで「デイル」はマリアナ諸島で活動、サイパン島およびグアムを砲撃し、マリアナ沖海戦では空母の護衛を担当、水中爆破部隊の支援を行った。8月から10月にかけてブレマートン海軍工廠でオーバーホールを受けた後、デイルは真珠湾に帰還し、続いてウルシー環礁に向けて出航、第38任務部隊に合流した。11月25日から12月8日にかけて行われたフィリピン侵攻で任務部隊の護衛を行い、任務部隊が中国沿岸、台湾、ルソン島および沖縄を攻撃し、南シナ海で給油を行っている間も同任務を継続した。部隊が東京および神戸へ空襲を行う間も行動を共にした。
「デイル」は補給部隊と共にウルシー環礁と沖縄の間を1945年3月13日から6月11日まで5度往復した。その後レイテ島に向かい、空母部隊の護衛任務に就く。任務後レイテ島に帰還してウルシー環礁に向かう船団を護衛し、同海域の哨戒を7月29日まで行う。その後沖縄に向かう船団の護衛に付いた。
終戦時「デイル」はグアムに停泊していた。8月19日に日本近海で2隻の船と共に巡航し、続いて帰国の途に就いた。9月7日にサンディエゴに到着し、その4日後東海岸に向かう。9月25日にニューヨークに到着し、10月16日に退役、1946年12月20日に売却された。
「デイル」は第二次世界大戦の戦功で12個の従軍星章を受章した。